# 113622 Serafinacarpino
113622 Serafinacarpino è un asteroide della fascia principale. Scoperto nel 2002, presenta un'orbita caratterizzata da un semiasse maggiore pari a 3,0572983 au e da un'eccentricità di 0,0878653, inclinata di 9,08066° rispetto all'eclittica.